# Castell de Tous
El Castell de Tous és una edificació defensiva medieval avui dia ruïnosa al municipi de Tous, a la comarca de la Ribera Alta (província de València), en un turó el cim sobresurt de les aigües de l'embassament de Tous. Les seves restes estan protegits com bé d'interès cultural amb anotació ministerial RI-51-0010680 de 12 de setembre de 2001.
Jaume el Conqueridor hi va residir durant el setge de Xàtiva. Hi ha dues zones de fortificació. La de la part sud acull el conjunt major de defenses i el recinte principal d'habitació amb restes de les cambres internes, fonaments de torres i restes de cortines a tàpia i maçoneria. A l'extrem nord hi ha una gran torre rectangular assentada en roca, envoltada per les muralles d'un recinte anterior. Aquesta gran torre ha perdut els merlets, però conserva la seva volta superior. Tots dos conjunts estan units per llargues cortines i les restes en segueixen sent visibles a inicis del segle xxi.